# تپه تالاب
تپه تالاب مربوط به سدهٔ ۹ ه.ق - سده‌های متاخر دوران‌های تاریخی پس از اسلام است و در شهرستان ورزقان، بخش مرکز ی، دهستان ازومدل جنوبی، روستای خرابه واقع شده و این اثر در تاریخ ۲۷ بهمن ۱۳۸۷ با شمارهٔ ثبت ۲۴۵۰۸ به‌عنوان یکی از آثار ملی ایران به ثبت رسیده‌است.